# 方鐸
方鐸（？—？年），字廷諭，南直隶庐州府合肥縣人，民籍。明朝政治人物。

## 生平
正德二年（1507年）丁卯科應天府乡试舉人，九年（1514年）甲戌科三甲第四名進士，授浙江湖州府武康县知县，调江西建昌县，官至户部主事。